# Otto Magnus von Grünewaldt

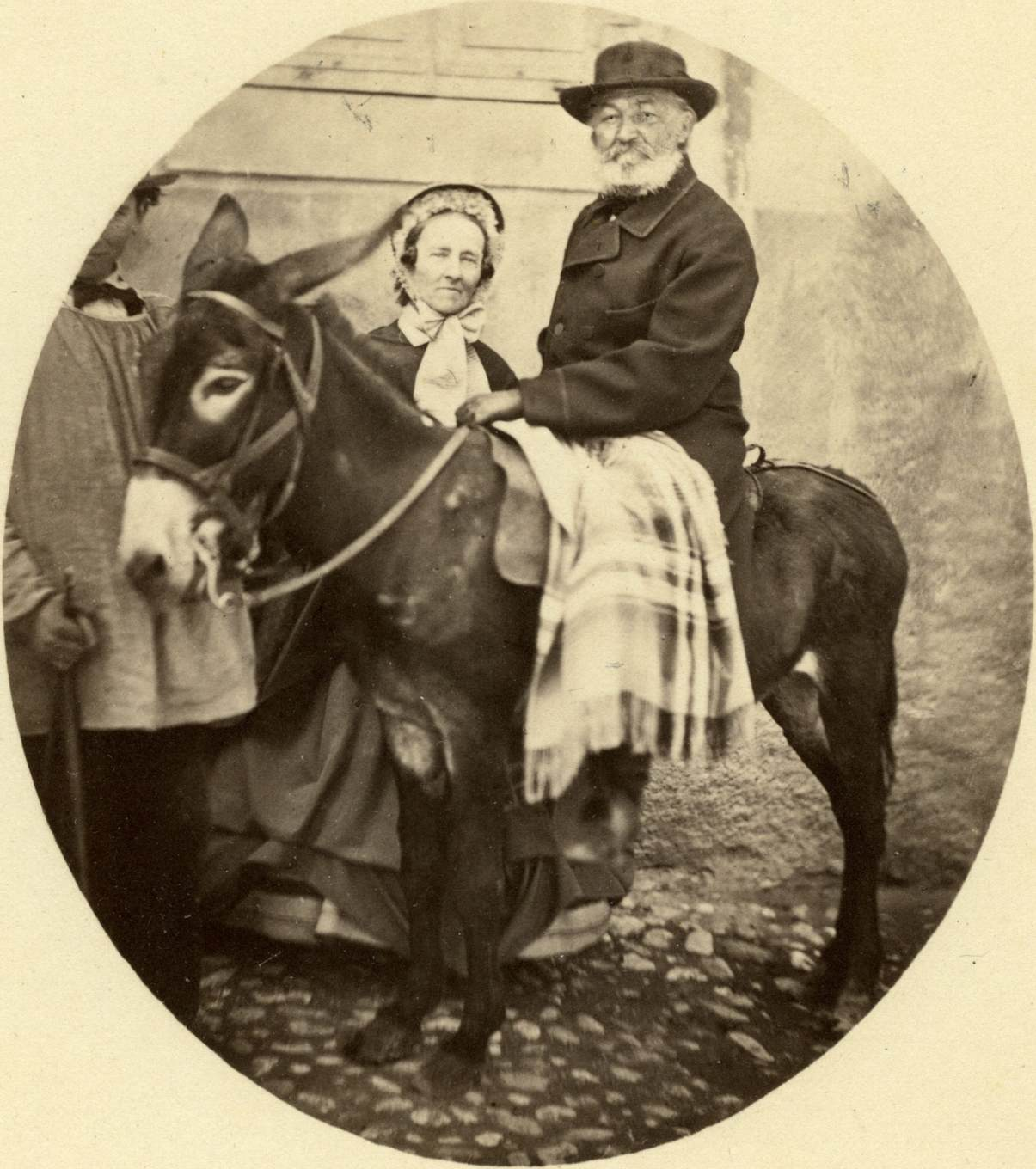
Otto Magnus von Grünewaldt

Otto Magnus von Grünewaldt (* 26. Juni 1801 in Koik; † 6. Oktober 1890 in Reval) war ein deutschbaltischer Politiker, Landwirt und estländischer Landrat.

## Leben
Nachdem er zunächst Hausunterricht erhalten hatte, besuchte Otto Magnus von Grünewaldt das 2. Gymnasium in Sankt Petersburg und die Domschule in Reval. Von 1819 bis 1822 studierte er an der Kaiserlichen Universität Dorpat Kameralwissenschaft. Anschließend ging er zum Studium der Zoologie an die Universitäten Göttingen und Bonn sowie nach Italien. Er wurde Mitglied des Corps Curonia Bonn und der Curonia Goettingensis VII. 1825 kehrte er auf das Familiengut Koik zurück, dessen Besitzer er 1826 wurde. Das Gut, auf dem er ein Gestüt anlegte, bewirtschaftete er bis 1862. Weiterhin wurde er Besitzer der Güter Brandten in Estland, Laimetz und Waimastfer in Livland. Als fortschrittlicher Landwirt bereiste er 1833, 1835 und 1840 studienhalber Ostpreußen und Pommern. Von Grünewaldt gehörte zu den maßgeblichen Persönlichkeiten der 2. Agrarreform in Estland. 1839 wurde er permanentes Mitglied der Bauernkommission. Zwischen 1842 und 1846 führte er die Knechtswirtschaft ein. 1839 war er Mitgründer und bis 1846 Präsident der Estländischen Landwirtschaftlichen Vereinigung, zu deren Ehrenmitglied er ernannt wurde. Von 1834 bis 1863 war von Grünewaldt Mitglied und anschließend Ehrenmitglied der Livländischen Gemeinnützigen und Ökonomischen Sozietät. 1835 gehörte er dem Konsortium zur Gründung eines Volksschullehrerseminars an. Von 1839 bis 1851 war er Kreisdeputierter und von 1857 bis 1858 estländischer Landrat. Er wirkte als Kurator der Ritter- und Domschule in Reval und des Stifts Finn. Als Reisemarschall der Großfürstin Helena bereiste er 1843 Deutschland sowie 1845 Österreich und Italien. Er wurde zum Kammerherr ernannt. Nach 1869 lebte er in Reval.

## Herkunft und Familie

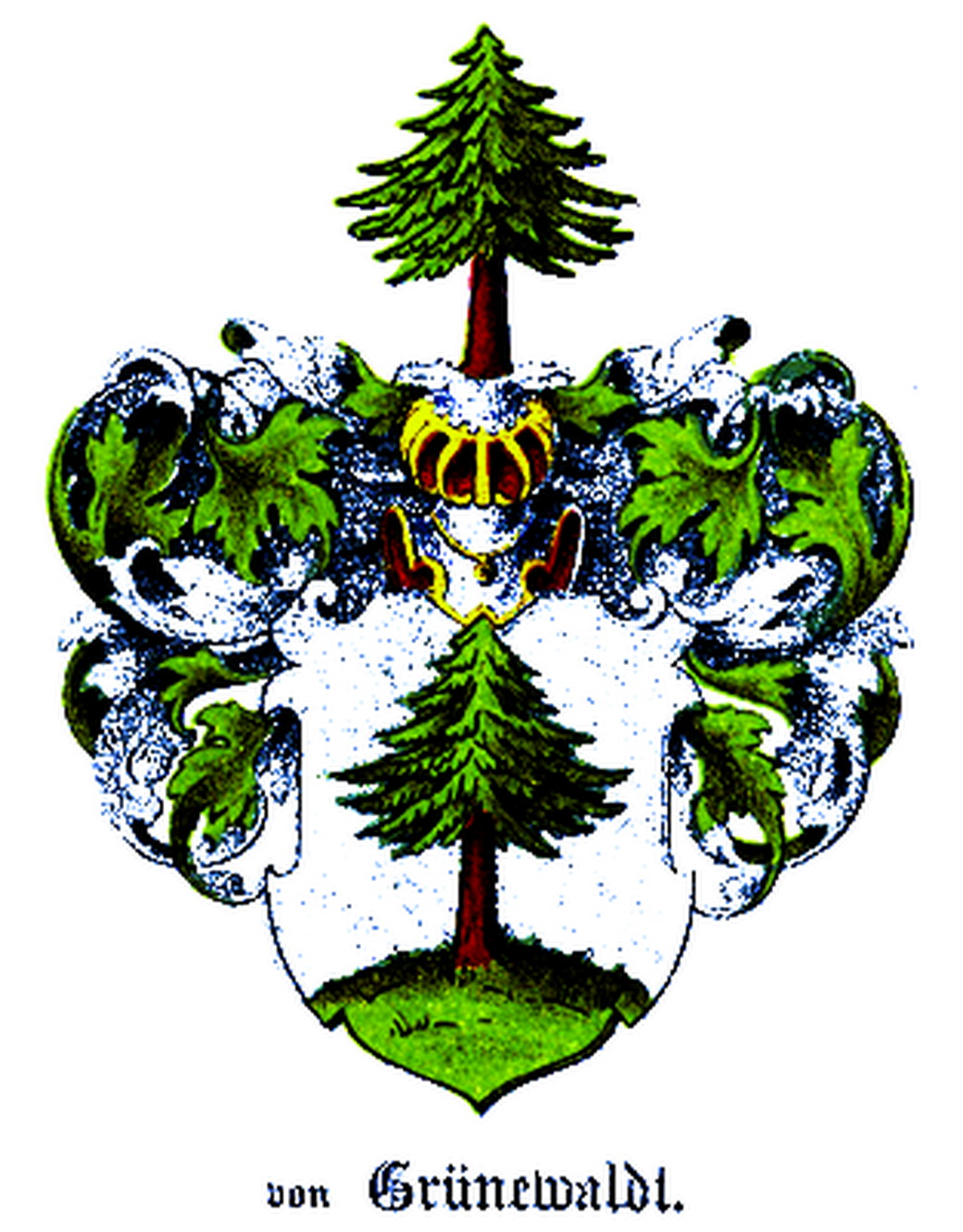
Familienwappen der Adelsfamilie von Grünewaldt

Otto Magnus stammte aus dem deutsch-baltischen Adelsgeschlecht von Grünewaldt. Sein Vater war der russische Major und estländische Landrat Johann Georg von Grünewaldt (1763–1817), der mit Anna Christina von Kursell (1760–1842) verheiratet war. Sein Bruder war Johann von Grünewaldt (1796–1862). Otto Magnus heiratete 1825 in 1. Ehe Mathilde von Wolff (1802–1860), ihre Nachkommen waren:
- Gerhard Johann Georg Gottlieb von Grünewaldt (* 1826 in Drobbusch[3]; † 1869 in Stuttgart), Kirchspielrichter ⚭ Bertha von Blanckenhagen (1826 – 1904)
  - Nikolai Johann Otto Gerhard (1853–1922), Landschaftsmaler
- Moritz Johann Georg von Grünewaldt (1827 – 1873), Zoologe ⚭ 1859 Maria von Neff (* 1839)
- Otto Johann Georg von Grünewaldt (1830 – 1910), Mediziner ⚭ Beate Gräfin von Stenbock (1834 – 1895)
- Alexander (Axel) Johann Georg von Grünewaldt (1832 – 1890), Direktor ⚭ Margot von Anrep (* 1837)
  - Moritz von Grünewald (1870 – 1933), Kulturingenieur ⚭ Lilian Mabel Adams (* 1869 in Dublin)
- Georg Johann Ernst von Grünewaldt (1835 – 1901) Ritterschaftshauptmann ⚭ Julie von Grünewaldt
- Paul Johann (Iwan) von Grünewaldt (1836 – 1870)
- Anna Margarethe (1840 – 1841)
- Rudolf Johann Georg (1842 – 1882) Nr. 22

In zweiter Ehe heiratete er Julie Rositter (1826–1897), diese Ehe blieb kinderlos.